# Clark Hulings
Clark Hulings, né le 20 novembre 1922 en Floride et décédé le 2 février 2011 à Santa Fe au Nouveau-Mexique, est un peintre et illustrateur américain.

## Biographie
Clark Hulings est né en Floride et a grandi dans le New Jersey. Il a vécu en Espagne, à New York, en Louisiane et un peu partout en Europe, avant de s'installer à Santa Fe au début des années 1970. Sa formation artistique a commencé quand il était adolescent, avec Sigismund Ivanowsky et George Bridgman. Avec un diplôme en physique du Haverford College, en Pennsylvanie, Hulings a complété ses connaissances intellectuelles avec des observations émotionnelles faites pendant ses voyages de peinture partout dans l'hémisphère occidental. Après les carrières initiales en peinture de portrait et en illustration, il s'est consacré à la peinture de chevalet, et pour les quarante dernières années, son art a été, avec impatience, recherché par des collectionneurs, des musées et des sociétés.